# Новоселье (Ярославская область)
Новоселье — село в Переславском районе Ярославской области России. Входит в состав Пригородного сельского поселения.

## История
В 1968 г. указом президиума ВС РСФСР село при центральной усадьбе совхоза «Новоселье»  переименовано в Новоселье.

## Население
| 2007 | 2010 |
| ---- | ---- |
| 301  | ↗347 |